# 장샤오옌
장샤오옌(John Chiang(장효엄, 중국어: 蔣孝嚴, 병음: Jiǎng Xiàoyán), 1941년 3월 2일~)은 중화민국의 외교관 겸 정치인이며, 장징궈(蔣經國)의 서자(庶子)이기도 하다.

## 생애
아버지 장징궈와 그의 비서였던 전직 간호원 출신의 장야뤄(章亞若)의 쌍둥이 두 아들 형제 중 맏이로 출생하였으며, 쌍둥이 남동생은 장샤오쯔(章孝慈)로 장샤오쯔는 둥우 대학교 총장을 지냈으며 1990년대 중반이던 1994년 11월 당시에 베이징을 방문하던 중 뇌출혈로 쓰러져 결국 타이베이로 이송되어 앓다가 사망했다.
국민정부 대륙 본토 시대 중화민국 광시 성 구이린에서 출생하여 지난날 한때 중화민국 저장 성 펑화에서 잠시 유아기를 보낸 적이 있는 그는 중화민국 광둥 성 광저우에서 성장하였다. 1949년 국부천대 사태 시절 장제스 일가, 쑨커 일가, 천청 일가, 쿵샹시 일가, 쑹쯔원 일가, 장제 일가, 아우 장샤오쯔 등과 함께 타이완 성으로 건너간 그는 1962년 둥우 대학교 영어영문학과(학사)를 나오고 나서 1964년 동 대학원 영어영문학과(문학 석사)를 나왔으며 같은 해부터 중화민국의 외교 행정 분야에 입문하였고 한창 외교 행정 분야의 관료로 임직하던 그 와중이었었던 1974년 당시에, 미국 주재 외교 행정 공직 발령을 받아 그 후 1976년 조지타운 대학교 대학원에서 정치학 석사 학위를 취득하였으며 같은 해에 벨기에 주재 외교 행정 공직 발령을 받으면서 그 후로는 1978년 브뤼셀 네덜란드계 자유 대학교 대학원에서 행정학 석사 과정을 수료하였고 같은 해에 4년간의 해외 주재 외교 공직 생활을 마치고 귀국하였다.
다른 한편으로, 1970년 황메이룬(黃美倫) 여사와 결혼하여 부인(夫人)과의 사이에는 슬하 1남 2녀(3남매)를 둔 그는 그 후 1987년 8월 25일, 당시 만23년간의 외교 행정 공직에서 사퇴를 선언하고 잠시의 휴지기를 갖다가 1988년 1월 13일 당시에 아버지(장징궈)의 상(喪)을 치렀으며, 1988년 3월 1일 당시의 리덩후이 과도정권 시절에 중용되어 훗날 1990년대 중후반 시절의 리덩후이 타이완 중국국민당 정권 때 외교부장 등을 지냈다. 그는 일찌감치 장징궈의 아들로 인정됐으나 러시아 출신이자 장징궈의 본처(아버지 장징궈의 본부인)였던 장팡량(蔣方良)의 강력한 반대로 인하여 부친의 성이 아닌 모친의 성을 계속 써오다 2007년 3월 31일이 되어서야 본성을 회복했다.

## 기타

### 1993년 2월, 대한민국 방문
1993년 2월 25일, 김영삼 대한민국 대통령 취임식에 참석하였다.

### 2006년 5월, 자서전 출간
2006년 5월 자서전 《'장씨가문 밖의 아이'(蔣家門外的孩子)》는 대만에서 번체자로 출간되었으며 6월 ‘주저우(九州)출판사’에서 간체자로 출간됐다. 9월 3일 베이징(北京)에서도 출판기념회를 하였다. 베이징에서도 출판기념회를 했던 이유인즉슨, 이른바 2006년 5월에 발간한 그의 자서전은, 같은해 중국 본토에서는 오히려 중국 독자들의 반응이 좋아 2006년 7월에 재판을 찍었다. 그것이 두달후 2006년 9월 3일 중화인민공화국의 수도 베이징에서 가진 자서전 출판기념회의 이유 가운데 한가지에 속하기도 했다.

## 가족 관계
- 생부: 장징궈
- 친조부: 장제스

### 참조주
1. 1 2 3  장제스 손자 장샤오옌 베이징서 출판기념회 :: 네이버 뉴스
2. ↑  허영섭 (2013년 5월 5일). “[허영섭 칼럼] 20년 만에 서울에 등장한 대만 사절단”. 《아시아엔》. 2021년 12월 20일에 확인함.

### 내용주
1. ↑  개명하기 이전의 원래의 이름은 장샤오옌(장효엄, 중국어: 章孝嚴, 병음: Zhāng Xiàoyán)이다.
2. ↑  그는 태어난 뒤 얼마 안되어 모친을 여의었으며 고아로 자랐고 사실상 그는 동복 동생 장샤오쯔(章孝慈)와 함께 생모 故 장야뤄(章亞若)의 6촌 오빠인 장제(章傑)의 양자로 입후됨.